# Wei Wei (basket-ball)
Dans ce nom chinois, le nom de famille, Wei, précède le nom personnel.
Pour les articles homonymes, voir Wei Wei (homonymie) et Wei.
Wei Wei (en chinois : 魏伟), née le 6 octobre 1989, dans la province du Shanxi, en Chine, est une joueuse chinoise de basket-ball (2,10 m). Elle évolue au poste de pivot.

## Palmarès
- Championne d'Asie 2011
- Finaliste du championnat d'Asie 2007